# Atoni
 Ovo je glavno značenje pojma Atoni. Za etničku skupinu s otoka Timora pogledajte Atoni (narod).
Atoni (eng. Aten asteroid) su skupina asteroida ili planetoida koji spadaju u skupinu Zemlji bliskih asteroida (predstavljaju oko 6% Zemlji bliskih asteroida). Naziv su dobili po prvom otkrivenom asteroidu Atonu (2062 Aten), otkrivenim iz te skupine (2062 Aten je otkrila 7. siječnja 1976. Eleanor F. Helin). Atoni imaju perihele manje od 1 AJ (astronomska jedinica predstavlja srednju udaljenost Zemlje od Sunca) i afele veće od 0.938 AJ. Prosječni životni vijek asteroida iz ove skupine iznosi tek milijun godina, nakon čega udare u Sunce ili u neki od planeta! Očito mora postojati stalni izvor novih, a smatra se da su to najčešće oni asteroidi koji "zalutaju" u Kirkwoodovu pukotinu s rezonancijom 3:1 prema Jupiteru.
Posljednjih je godina zabilježeno nekoliko preleta asteroida u blizini Zemlje. Asteroid 2004 FH, promjera 30 metara, postavio je 18. ožujka 2004. rekord bliskim preletom na samo 43 000 kilometara, a rekord je oboren samo 13 dana kasnije preletom asteroida 2004 FU162, promjera manjeg od 10 metara, 6 500 kilometara iznad površine Zemlje.
Da je kojim slučajem deset metarska gromada udarila u Zemlju, oslobođena bi energija bila veća od one pri eksploziji nuklearne bombe nad Hirošimom, no eksplozija bi se dogodila visoko u Zemljinoj atmosferi, a na površini ne bi bilo posljedica. Ovakvi se sudari događaju jednom godišnje i uglavnom prođu nezamijećeni. Prije 65 milijuna godina jedan je asteroid veličine 10-14 km pao na područje poluotoka Yucatán (Meksiko), te se pretpostavlja da je prouzrokovao izumiranje dinosaura (krater Chicxulub).

## Aton
Planetoid Aton ili 2062 Aten je otkrila Eleanor F. Helin 7. siječnja 1976. na Zvjezdarnici Mount Palomar. Naziv je dobio po Atonu, staroegipatskom bogu Sunca. To je bio prvi otkriveni planetoid koji je imao veliku poluos elipsaste putanje manju od astronomske jedinice. Tada je stvorena nova skupina planetoida koja se nazvala Atoni. Do srpnja 2004. označeno je 16 Atona, dok ih je 212 dobilo privremenu oznaku. 

## 2012 DA14
2012 DA14 je jedan od Zemlji bliskih asteroida promjera približno 50 metara i mase procijenjene na 190 000 tona. Otkriven je 23. veljače 2012. iz zvjezdarnice Observatorio Astronómico de La Sagra kraj La Sagre u Španjolskoj. Asteroid je 15. veljače 2013. godine u 19:25 UTC proletio na 27 700 kilometara pored Zemlje što predstavlja najbliži susred Zemlje s nekim nebeskim tijelom ove veličine. Prvotne procjene putanje ukazivale su na mogućnost udara, ali naknadna promatranja su pomogla u boljem određivanju putanje čime je uklonjena mogućnost udara. Prolazak asteroida pokraj Zemlje promijenit će njegovu putanju i smanjiti vrijeme ophoda oko Sunca s 368 na 317 dana. Sljedeći veoma bliski prolaz pokraj Zemlje odigrat će se 16. veljače 2046. kada će se asteroid naći na udaljenosti oko 1 500 000 km od središta Zemlje.

## 3753 Cruithne
3753 Cruithne je planetoid ili asteroid koji spada u grupu Atona (Zemlji bliski asteroidi), i čija putanja ono Sunca se nalazi u planetarnoj rezonanciji 1:1 sa Zemljom. Prije se vjerovalo da je to drugi Mjesec, što se kasnije pokazalo netočnim. Gledajući sa Zemlje, putanja planetoida 3753 Cruithne je u obliku potkove, jer se putanja preklapa sa Zemljinom. Putanja mu u perihelu dolazi do Merkura, a u afelu do Marsa. Iako mu je ophodno vrijeme oko 1 godine, s obzirom na Zemlju, potrebno je oko 770 godina da zatvori potkovastu putanju. Planetoid je otkrio Duncan Waldron na zvjezdarnici Coonabarabran u Australiji, iako se još 1983. ukazala na Europskom južnom opservatoriju (oznaka 1983 UH; Giovanni de Sanctis i Richard M. West). Tek je 1997. izračunata njegova neobična potkovasta putanja.

### Slike
- 3753 Cruithne je planetoid ili asteroid koji spada u grupu Atona (Zemlji bliski asteroidi), i čija putanja ono Sunca se nalazi u planetarnoj rezonanciji 1:1 sa Zemljom.
- Gledajući sa Zemlje, putanja planetoida 3753 Cruithne je u obliku potkove.